# Estádio Atilio Paiva Olivera
O Estádio Atilio Paiva Olivera é um estádio de futebol, com pista de atletismo, localizado na cidade de Rivera (Uruguai), no departamento de Rivera,  no norte do Uruguai, com capacidade para  27.115 espectadores,  sendo atualmente o 2º estadio com maior capacidade. Propriedade da Intendencia Departamental de Rivera foi construido em 1927, e sofreu duas reformas, em 1966 e 1995, esta última para ser uma das sedes da Copa América 1995. Foi reinaugurado em 28 de junho de 1995 em um amistoso internacional entre Uruguai e Nova Zelandia. O primeiro gol do novo estádio foi convertido pelo jogador uruguaio Enzo Francescoli.
É utilizado principalmente para partidas de futebol e foi uma das sedes da Copa América 1995.
Foi uma das sedes do Campeonato Sul-Americano de Futebol Sub-17 de 1999 e do Campeonato Sul-Americano Sub-15 de 2011 organizados pela Conmebol.
Em setembro de 1996 realizou-se nesse estádio uma partida válida pela Supercopa sudamericana da Conmebol entre o Peñarol de Montevidéu e o Santos Futebol Clube.
Em 1998 o Peñarol de Montevidéu sediou dois jogos pela Copa Libertadores da América contra o Oriente Petrolero e  o Bolívar, ambos da Bolivia. 
Em 2010, recebeu um jogo da Copa Libertadores da América, disputado entre o  Internacional e o  Cerro do Uruguai, a partida ficou empatada em 0x0.
Em  30 de janeiro de 2011, o estádio sediou um clássico Grenal, o primeiro clássico disputado fora do Rio Grande do Sul e do Brasil. A equipe do Grêmio venceu o jogo por 2–1.